# Gotteserfahrung

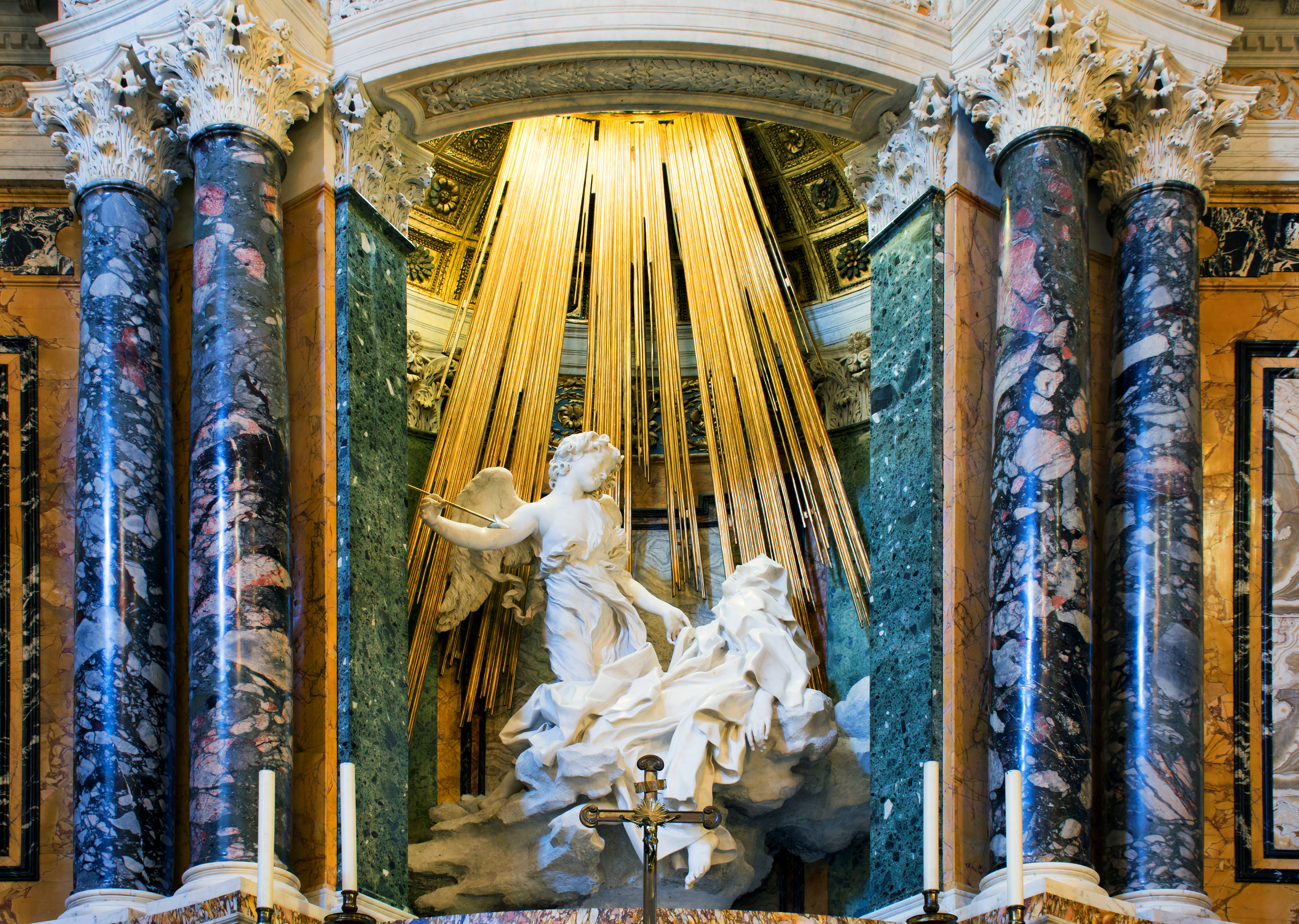
Teresa von Avila

Als Gotteserfahrung werden Erfahrungen bezeichnet, die als Wirken einer Gottheit und im Seinszustand einer göttlichen Wirklichkeit wahrgenommen werden. Die jeweilige Interpretation der genauen Ausprägung hängt auch von religionswissenschaftlichen Kenntnissen und religiösen Überzeugungen ab, beispielsweise können Transfiguration, Illumination, Inspiration und Adoration genannt werden. Häufige Ausprägungskomponenten sind außer- bzw. anderskörperliche Erfahrung, Gegenwart einer transzendentalen Entität und Wirklichkeit, intensive Friedens- und Glückseligkeitswahrnehmung sowie die Unmöglichkeit, diese Erfahrung angemessen in spätere Worte zu fassen.

## Begriffsgeschichte
Mit Gotteserfahrung im Sinne eines Teils von lat. mysterium (‚Geheimnis‘) haben sich Menschen seit jeher beschäftigt, in der theologischen Literatur taucht der Begriff erst ab 1965 auf.

## Pseudo-Dionysius Areopagita
In der sogenannten mystischen Theologie ist es vor allem Dionysius Areopagita, der um 500 lebte, der sich mit der Gotteserfahrung beschäftigt. Nach ihm sehnt sich die menschliche Seele nach Gott. Dieses Sehnen kann nur durch die mystische Vereinigung mit Gott befriedigt werden. Über den Dreischritt Reinheit (katharsis), Erleuchtung (photismos) und Einigung (teleiosis) lässt sich die Erkenntnis Gottes erreichen.
Denn durch diese Ekstase, (...) wirst du, nachdem du dir alles entfernt hast und von allem gelöst bist, zu dem überwirklichen Strahl des göttlichen Schattens gebracht. Das göttliche Dunkel ist das unzugängliche Licht, in dem (...) Gott wohnt. (...)  Darin befinden sich alle, die würdig geworden sind, Gott zu erkennen und zu schauen. Es ist notwendig, (...) in die Finsternis hineingehen, wo der, der jenseits von allem ist, wie die Schrift sagt, sich wirklich befindet. Es ist (...) notwendig, wie ich meine, die absprechenden Verneinungen zu preisen.
Die Erkenntnis Gottes (in Gott zu leben) ist danach das höchste Glück. Der Weg zu Gott lässt sich mit den Begriffen Finsternis (Nichtswerdung) und Licht (Glück) beschreiben. Erst muss ein Mensch sich innerlich von allen weltlichen Anhaftungen reinigen, dann muss er in die Finsternis der Ego-Auflösung hineingehen (Nichtswerdung) und erwacht anschließend im göttlichen Licht. Ein Anfänger auf dem spirituellen Weg kann sich durch positive Gottesbeschreibungen leiten lassen (Frieden, Liebe, Wahrheit, Kraft, Fülle), der fortgeschrittene Mystiker gelangt in ein Leben in Gott (in die Erleuchtung, Heiligkeit, Transzendenz) durch verneinende Beschreibungen (Gott ist weder dies noch das).

## Meister Eckhart
Meister Eckhart (auch Eckhart von Hochheim), * um 1260; † vor dem 30. April 1328 in Avignon, war ein bedeutender spätmittelalterlicher Theologe und Philosoph. Er ist ein wichtiges Verbindungsglied der westlichen Philosophie zu den östlichen Religionen, weil er ein unpersönliches Gottesbild hat und einen meditativen Erleuchtungsweg lehrt. Gott ist in der Stille zu finden, im Sein, in der Gelassenheit und in der inneren Abgeschiedenheit von den weltlichen Mitmenschen. Wer alle weltlichen Anhaftungen loslässt, kann aus der Liebe Gottes heraus leben. Der Mensch soll sich nicht genügen lassen an einem gedachten Gott. (...) Wer Gott im Sein hat, (...) dem leuchtet er in allen Dingen; denn alle Dinge schmecken ihm nach Gott, und Gottes Bild wird ihm aus allen Dingen sichtbar. (...) Dazu gehört Eifer und Hingabe und ein genaues Achten auf des Menschen Inneres. (...) Er muß eine innere Einsamkeit lernen, wo und bei wem er auch sei. Er muß lernen, die Dinge zu durchbrechen und seinen Gott darin zu ergreifen. (...) Fürwahr, soll er die Kunst beherrschen, so muß er sich viel und oft in dieser Tätigkeit üben.

## Teresa von Avila
Teresa von Ávila (* 28. März 1515 in Ávila, Spanien; † 4. Oktober 1582) soll abschließend genannt werden. Die Theologie des Mittelalters war von der christlichen Mystik geprägt; dazu gehört Teresa von Avila als wichtige Vertreterin. Als Haupttechnik praktizierte sie die vier Stufen der Versenkung (das innere Gebet): Gebet der Sammlung (Nachdenken, das Vaterunser denken), Gebet der Ruhe (Kontemplation, Meditation), Gebet der beginnenden Einigung (Glücklichsein in Gott) und Gebet der Einigung (Unio mystica). „Was ist doch die Seele in diesem Zustand! Sie möchte nichts als Zungen haben, um den Herrn zu preisen.“